# Puerto Deportivo Port Roses
El Puerto Deportivo de Rosas está situado junto al casco urbano de Rosas (Gerona) España, entre el puerto pesquero y la desembocadura de la Riera de la Cuana. Se encuentra en una posición óptima al noreste de la Bahía de Rosas, y protegido de los temporales de levante por el Cabo de Creus. Sus coordenadas son: Latitud 42º 15’ 14" N, Longitud 03º 10’ 36" E. 
Rosas es una localidad de esencia mediterránea y de marcada tradición turística y marinera. Situada en un entorno natural único, al norte de la Costa Brava, dista menos de 30 km de la frontera francesa, 65 km de Gerona y 160 km de Barcelona. Posee una población cercana a los 20.000 habitantes.
Sus orígenes se remontan al siglo VIII a. C., con la llegada de los rodios y la fundación de la ciudad griega de Rhode. Estos hechos históricos se han convertido en las señas de identidad de Rosas, una población moderna, culturalmente activa y generosa, fruto de la convivencia con otros pueblos y civilizaciones.
Esta obra emblemática, que se inauguró el 23 de junio de 2004, supone la culminación del plan de reforma del frente marítimo de Rosas y un paso más y muy importante para conseguir que el pueblo de Rosas sea un punto clave en la oferta turística de la Costa Brava, pues no dejaba de ser paradójico que un enclave con una historia marítima milenaria y un destino turístico de primera magnitud no dispusiese de una infraestructura de estas características, cuando se da la circunstancia de que dispone del segundo puerto pesquero de Cataluña en volumen de capturas. 
La obra construida en UTE entre FCC Construcción, SA y Serviá Cantó, SA, dispone de 483 amarres de esloras comprendidas entre los 6 y los 45 metros, siendo además de un punto de estancia, un puerto de referencia para los 18.000 barcos deportivos, que se calcula que cada año pasan por este enclave de la Costa Brava y, concretamente, por el Cabo de Creus, siendo el único puerto catalán al norte de Barcelona con capacidad de admitir barcos de gran eslora, es decir, entre 25 y 45 metros. Ha supuesto, además de la construcción del puerto, la del paseo marítimo adyacente, y el encauzamiento de la Riera de la Cuana

## Información técnica

### Obras exteriores
El puerto se proyectó inicialmente abrigado por un dique visto de escollera y cajones, siendo la parte flexible, la más cercana a la costa, con calados de hasta 10 m y formándose el resto con 7 cajones de 33,75 x 19,60 m de planta y 8,80 m de puntal, que incluían la zona del muelle los barcos y en la parte exterior un muelle vertical de hormigón construido in situ.
Dados los condicionantes que impone la baja capacidad portante del terreno de cimentación, se ha diseñado un morro del tipo flexible, con paramento en talud y forma semicircular que reparte su peso sobre una amplia superficie del fondo, suplementado por un muelle de paramento vertical, especialmente con visibilidad reducida o en situaciones de mucho tráfico con otro usuario. El muelle de la parte interior del morro está justificado por la conveniencia de ser atracable ese costado e incrementar sus posibilidades.

### Instalaciones y pavimentos
El Puerto se halla equipado con todas las redes de servicios necesarios para satisfacer la demanda y consumos de la flota (electricidad, agua, telefonía, etc), estando previstas además las canalizaciones para la instalación de fibra óptica. También se han ejecutado las instalaciones con diferentes tipologías según su uso. Entre ellas podemos distinguir en calzadas y zonas de aparcamiento, firmes flexibles de aglomerado. El acabado del muelle claraboya de la parte interior del dique de abrigo se ejecuta en pavimento de madera colocado sobre los tableros de hormigón pretensado.